# 夏目彩春
夏目 彩春（なつめ いろは、1984年6月20日 - ）は、日本のAV女優。東京都出身、事務所はティーパワーズ。趣味は音楽鑑賞、特技は卓球。旧芸名は原 更紗（はら さらさ）。

## 略歴
2007年3月に原 更紗名義で、MAX-AとアリスJAPANの2社専属女優としてデビュー。同年5月よりAV情報誌『AVFREAK』で連載コラムの執筆を開始。2008年6月には、アイデアポケットにてセルデビュー。
2011年1月より活動を休止するも、2013年7月に芸名を夏目彩春（なつめいろは）に改名し、MOODYZ（ムーディーズ）より約2年半ぶりにAVに復帰した。
2014年8月以降はアタッカーズ専属女優となるが、2016年後半以降はマドンナやアイデアポケットなど、他メーカーの作品への出演も見られる。

## 作品
◎はBD版発売作品。

### アダルトDVD / BD

#### 原更紗名義
- MAX GIRLS 気まぐれ大回転（3月16日、MAX-A）※オムニバス作品
- New Comer 原更紗（3月30日、MAX-A）
- 初ぴったりモザイク 原更紗（4月27日、アリスJAPAN）
- MAX GIRLS 完全撮り下ろし! イキまくり7人スペシャル（5月18日、MAX-A）※オムニバス作品
- エロかわBody 原更紗（5月25日、MAX-A）
- TSUBAKI 大和撫子エロス（6月15日、アリスJAPAN）
- MAX GIRLS 特大号（7月13日、MAX-A）※オムニバス作品
- MaxCafeへようこそ!原更紗（7月27日、MAX-A）
- RODEO VENUS 原更紗（8月31日、アリスJAPAN）
- MAX GIRLS 過激に可憐にヌレまくり!!（9月14日、MAX-A）※オムニバス作品
- UREKKO 原更紗（9月28日、MAX-A）
- 憧れの競泳水着インストラクター原更紗（10月26日、アリスJAPAN）
- MAX GIRLS ecstasy（11月9日、MAX-A）※オムニバス作品
- 中に出してね 原更紗（11月23日、MAX-A）
- 乱交 原更紗（12月28日、アリスJAPAN）

- 制服狩り 原更紗（1月25日、MAX-A）
- 着ハメ!! 原更紗（2月22日、アリスJAPAN）
- 初パイパン 原更紗（3月28日、アリスJAPAN）
- 出会って2.9秒で合体 原更紗（4月25日、アリスJAPAN）
- 初イカせ!超極限絶頂! 原更紗（5月23日、アリスJAPAN）
- FIRST IDEAPOCKET 3 原更紗 解禁（6月1日、アイデアポケット）
- 美女の究極モザイクFUCK 原更紗（7月1日、アイデアポケット）
- MAXピンクファイル 原更紗（7月25日、MAX-A）※単体ベスト
- 更紗先生の誘惑授業（8月1日、アイデアポケット）
- エロ美女ナース 原更紗（9月1日、アイデアポケット）
- DIGITAL CHANNEL DC54 原更紗（10月1日、アイデアポケット）
- 更紗は僕の失禁潮噴きM奴隷（11月1日、アイデアポケット）
- 隣のお姉さんは癒しドM家庭教師 原更紗（12月1日、アイデアポケット）

- 美しいお姉さんの濃厚な接吻とSEX 原更紗（1月1日、アイデアポケット）
- Spermania VOL.22 原更紗（2月1日、アイデアポケット）
- 僕と更紗の甘〜い性活（3月1日、アイデアポケット）
- 空中レロレロ超S級単体女優のエアキッス（3月19日、ROOKIE） ※オムニバス作品
- 街で噂の美人若妻はSEX中毒 原更紗（4月1日、アイデアポケット）
- 原ちゃんねる（5月1日、アイデアポケット）
- ハライッパイ。（6月1日、アイデアポケット）※単体ベスト
- プレミアム3周年記念特別作品 THE PREMIUM V.I.P かすみりさ 原更紗 冬月かえで 小川あさ美（6月7日、PREMIUM）
- 同僚の美人OLは潮噴き電マ愛好家 原更紗（7月1日、アイデアポケット）
- 美女と野汁 原更紗（8月1日、アイデアポケット）
- ゴージャスオナニーサポート アナタのオナニーをお手伝いします 原更紗（9月1日、アイデアポケット）
- ベロりまくり接吻フェラチオ猥褻LIP 原更紗（10月1日、アイデアポケット）
- THE PREMIUM V.I.P 未公開ソロFUCK×4＆8P乱交プレミアム完全版 かすみりさ 原更紗 冬月かえで 小川あさ美（10月7日、プレミアム）
- カテキョカワイイ顔してとってもスケベな家庭教師 原更紗（11月1日、アイデアポケット）
- 未亡人 アナタごめんなさい… 原更紗（12月1日、アイデアポケット）

- ミスキャンパスはSEXが大好き 原更紗（1月1日、アイデアポケット）
- コスプレ6本番×オールごっくん 原更紗（2月1日、アイデアポケット）
- ひたすら男の乳首を責めまくる! 4時間スペシャル 原更紗（3月1日、アイデアポケット）
- 更紗先生の淫語クリニック（4月1日、アイデアポケット）
- 素人参加型! 童貞くん、いらっしゃ〜い! 原更紗（5月1日、アイデアポケット）
- ハライッパイ。おかわり!（6月1日、アイデアポケット）※単体ベスト
- 新MAXピンクファイル 原更紗 スーパーアナライザーモザイク仕様（6月11日、MAX-A）※単体ベスト
- ザーメンを愛する女教師 原更紗（7月1日、アイデアポケット）
- 原更紗の初レズ4本番（8月1日、アイデアポケット）共演:黒沢エレナ、星優乃、藤宮櫻花、愛音ゆり
- 最高のオナニーのために スペシャルエディション 原更紗（9月1日、MOODYZ）
- 究極のパンストフェチエロティクス 原更紗（10月1日、アイデアポケット）
- 見つめ合って感じ合う情熱SEX 原更紗（11月1日、アイデアポケット）
- 瞬殺! 一撃バズーカ顔射 原更紗（12月1日、アイデアポケット）

- ハライッパイ。 ごちそうさまでした!（2月1日、アイデアポケット）※単体ベスト
- フェラだけでイカせてあげる 原更紗のフェラチオ480分SPECIAL!!（9月1日、アイデアポケット）※単体ベスト
- 原更紗 48本番（12月1日、アイデアポケット）※単体ベスト

#### 夏目彩春 名義
- あの大人気女優が復活 夏目彩春（7月1日、MOODYZ）◎ ※復帰作
- 1日10回射精しても止まらないオーガズムSEX 夏目彩春（8月1日、MOODYZ）
- 舌と唇で感じあう 濃密ベロキスづくし 夏目彩春（9月1日、MOODYZ）
- 女教師レイプ輪姦 夏目彩春（10月1日、MOODYZ）
- 癒し性感 メンズエステ 夏目彩春（11月1日、MOODYZ）
- 女体拷問研究所 II ファイナル・プロジェクト参加作品 GANG BREAKER ～女盗賊 vs 凶悪犯罪者～ Dear.F EPISODE 2 夏目彩春（12月1日、MOODYZ）◎

- はじめての真性中出し 夏目彩春（1月1日、MOODYZ）
- 今日、あなたの上司に犯されました。 夏目彩春（2月1日、MOODYZ）
- 夫に売られた奴隷人妻 夏目彩春（3月1日、MOODYZ）
- 猛烈なKISSと絡み合う肉体 夏目彩春（4月1日、MOODYZ）
- ドリームウーマン Vol.95 夏目彩春（5月1日、MOODYZ）
- 超絶品ソープ嬢 夏目彩春（6月1日、MOODYZ）
- 早漏女のお漏らし潮吹き 夏目彩春（7月1日、MOODYZ）
- あなた、許して…。-欲情に包まれて- 夏目彩春（9月7日、アタッカーズ）
- 背徳に染められた私のカラダ 親友の彼氏に犯されて 夏目彩春（10月7日、アタッカーズ）
- 女弁護士、堕ちるまで… 夏目彩春 杏奈りか（11月7日、アタッカーズ）
- 夏目彩春8時間BEST（12月1日、MOODYZ）※単体ベスト
- 美肉の流刑地 夏目彩春（12月7日、アタッカーズ）

- 痴漢映画館 8 こんな所で…なのに、なのに私ったら…! 夏目彩春（1月7日、アタッカーズ）
- 脱獄者 夏目彩春（3月7日、アタッカーズ）
- 暴かれた白衣の欲情 夏目彩春（4月7日、アタッカーズ）
- 夫の目の前で犯されて-望まぬ訪問者- 夏目彩春（5月7日、アタッカーズ）
- 犯される度に美しく 夏目彩春（6月7日、アタッカーズ）
- 日本経済の生贄 社長秘書、女淫崩壊 夏目彩春（7月7日、アタッカーズ）
- 淫獣の檻 夏目彩春（8月7日、アタッカーズ）
- 特務捜査官 破滅への絶頂 夏目彩春（9月7日、アタッカーズ）
- 堕ちゆく人妻 夏目彩春（10月7日、アタッカーズ）
- 終着駅 夏目彩春（11月7日、アタッカーズ）
- 躾けられた肉体 夏目彩春 広瀬奈々美（12月7日、アタッカーズ）

- あなたに愛されたくて。 夏目彩春（1月7日、アタッカーズ）
- 美人ホームヘルパー 背徳の性奉仕 夏目彩春（2月7日、アタッカーズ）
- 貞操帯の女 20 夏目彩春（3月7日、アタッカーズ）
- 夏目彩春の性感コスプレマッサージ（4月7日、BeFree）
- 生徒に輪姦された女教師 夏目彩春（4月7日、アタッカーズ）
- 未亡人の柔肌 9 夏目彩春（5月7日、アタッカーズ）
- 私は、あなたに犯されて…。 夏目彩春（6月7日、アタッカーズ）
- 人情凌辱シリーズ 夢見る美女と変態親父たちの六畳物語 夏目彩春（7月7日、アタッカーズ）
- ATTACKERS PRESENTS THE BEST OF 夏目彩春（8月7日、アタッカーズ）※単体ベスト
- 夫は知らない ～私の淫らな欲望と秘密～ 夏目彩春（8月7日、アタッカーズ）
- 毎朝ゴミ出し場ですれ違う浮きブラ奥さん 夏目彩春（9月7日、マドンナ）
- 母の友人 夏目彩春（10月13日、マドンナ）
- ヤラしい義父の嫁いぢり お義父さん、もう許して下さい… 夏目彩春（11月13日、マドンナ）
- 隣人のスキャンダル ～近所の美人妻とSEXをする方法～ 夏目彩春（12月19日、マドンナ）

- 再会は蜜色に染まって。 夏目彩春（1月19日、アタッカーズ）
- マゾに目覚めた女 4 夏目彩春（2月13日、アタッカーズ）
- 罠に堕ちた女 美人銀行員 度重なる不幸 夏目彩春（3月25日、アタッカーズ）
- オフィスレディの湿ったパンスト 夏目彩春（4月25日、アタッカーズ）
- インストラクターレイプ 美肉の崩壊 夏目彩春（5月25日、アタッカーズ）
- ナンパお持ち帰りSEX × いきなりSEX 最狂の最後を目撃せよ… 夏目彩春（6月13日、アイデアポケット）
- 貴女を虜にしたい 夏目彩春（7月25日、アタッカーズ）
- 丸ごと! 夏目彩春8時間 ～圧倒的な美しさ! 男を虜にする魅惑の10本番～（8月25日、マドンナ）※単体ベスト
- 女教師、性拷問の日々…。 夏目彩春（9月7日、アタッカーズ）
- 忍び寄る隣人 ストーカーに愛された人妻 夏目彩春（10月1日、アタッカーズ）
- 偶然の密室 人妻ホテル受付係と出張サラリーマン 夏目彩春（10月19日、マドンナ）
- 屋根裏の卑密 夏目彩春（11月25日、アタッカーズ）
- 犯された女交渉人 2 夏目彩春（12月19日、アタッカーズ）

- 高慢社長夫人 凌辱制裁 夏目彩春（2月1日、アタッカーズ）
- 人妻情姦 不埒な交換条件 夏目彩春（2月25日、アタッカーズ）
- 服従の時間割 女教師、恥辱の日々…。 夏目彩春（3月13日、アタッカーズ）
- 人妻NTR 背徳のマッサージ 夏目彩春（4月13日、アタッカーズ）
- 女上司の猥褻ストッキング 夏目彩春（5月7日、アタッカーズ）
- 淫された純白 強制婚姻 夏目彩春（6月7日、アタッカーズ）
- 禁忌の情欲 -義弟に犯されて- 夏目彩春（7月7日、アタッカーズ）
- 密通の秘め事 出張先の旅館で同僚と…。 夏目彩春（8月7日、アタッカーズ）
- ATTACKERS PRESENTS THE BEST OF 夏目彩春 2（8月7日、アタッカーズ）※単体ベスト
- 犯された証券監査員の女 夏目彩春（9月7日、アタッカーズ）
- 元カレに弱みを握られた人妻家政婦 夫の為に身を捧げて… 夏目彩春（10月7日、アタッカーズ）
- 舐め犯し 義父の欲望 2 夏目彩春（11月7日、アタッカーズ）
- バドミントン部顧問教師 スコート越しの凌辱 夏目彩春（12月7日、アタッカーズ）

- 毎週木曜日は、あの人に抱かれる日…。 夏目彩春（1月7日、アタッカーズ）
- 夫に見られながら抱かれたあの日。 夏目彩春（2月7日、アタッカーズ）
- 禁じられた果実 女教師と教え子 夏目彩春（3月7日、アタッカーズ）
- 息も出来ないくらいに抱きしめて。 密着不倫性交 夏目彩春（4月7日、アタッカーズ）
- 嫉妬情姦 W不倫オフィス 夏目彩春（5月7日、アタッカーズ）
- 禁辱の孕ませ輪姦 夏目彩春（6月7日、アタッカーズ）
- 出張ヘルスに堕ちた人妻 夏目彩春（7月7日、アタッカーズ）
- 禁忌の夜這いマッサージ 義父の肉欲 夏目彩春（8月7日、アタッカーズ）
- 彼女のお姉さんを犯したあの日…。 夏目彩春 持田栞里（9月7日、アタッカーズ）
- 単独強姦マニア 丸の内勤務 美人受付嬢編 夏目彩春（10月7日、アタッカーズ）
- サイレントレイプ 静寂の絶頂 夏目彩春（11月7日、アタッカーズ）
- 夫の為にソープに堕ちた人妻 夏目彩春（12月7日、アタッカーズ）

- 幼馴染のように仲の良かった彼氏の親友に犯され続けた数日間の記録。 夏目彩春（1月7日、アタッカーズ）
- 修学旅行先で生徒に犯され続けた記録 夏目彩春（2月7日、アタッカーズ）
- 終電逃して上司とラブホテルで一夜を明かした日…。 夏目彩春（3月7日、アタッカーズ）
- 最低最悪なあの男に恥ずかしいほど何度もイカされて…。 夏目彩春（4月7日、アタッカーズ）
- バイト先の欲求不満な人妻とヤリまくった日々。 夏目彩春（5月7日、アタッカーズ）◎
- 婚約後に再会した元カレ。大好きだったあの頃を忘れられずに… 激しく求め合った切ない三日間。 夏目彩春（6月7日、アタッカーズ）
- 兄嫁NTR 兄貴の嫁さんと精子が枯れるまで一晩中ヤリまくった。 夏目彩春（7月7日、アタッカーズ）
- 夏目彩春 8時間 ATTACKERS THE BEST（7月7日、アタッカーズ）※単体ベスト
- 排卵日に夫とセックスした後、隣人に中出しされています…。 夏目彩春（8月7日、アタッカーズ）◎
- 誰もが羨む女上司と、僕は愛人関係になった。 夏目彩春（10月7日、アタッカーズ）
- 台風の夜、学校に取り残された私は生徒と朝まで二人きり…。 夏目彩春（11月7日、アタッカーズ）
- 出張先相部屋NTR 絶倫の部下に一晩中何度も中出しされた美人女上司 夏目彩春（11月13日、アイデアポケット）◎

- 汗ばむ兄嫁のカラダが僕を狂わせた。 理性が壊れるほどヤリまくった数日間。 夏目彩春（1月7日、アタッカーズ）
- 欲求不満な人妻と真昼間から汗だくになってヤリまくる。 夏目彩春（2月7日、アタッカーズ）
- 義父の接吻が忘れられなくて。 夏目彩春（3月7日、アタッカーズ）
- 終電を逃した僕は彼女がいるのに女上司の家に泊まってしまった…。（4月7日、アタッカーズ）
- 担任教師の優香先生とセックスしまくった誰にも言えない濃密な2日間。（5月7日、アタッカーズ）
- 人妻秘書と出張先のホテルで濃厚不倫セックスに溺れた。（6月7日、アタッカーズ）
- 結婚記念日に浮気した人妻。（7月7日、アタッカーズ）
- 蒸し暑い田舎の夏休み。無防備な彼女のお姉さんと汗だくセックスに溺れた。（8月7日、アタッカーズ）
- これは派遣社員の地味な人妻を誘ってみたら、とんでもなくフェラチオがエロかった話。（9月7日、アタッカーズ）
- 問題児の性処理道具にされ、朝までラブホで中出し強要された女教師（10月5日、アタッカーズ）
- 次に会えるのは1週間後だから… 愛人と時短で何度も射精しまくる温泉旅行（11月2日、アタッカーズ）
- 息子の嫁と肉体関係を持って、もうすぐ5年になります。（12月7日、アタッカーズ）

- 妻が極道の男に半年間、毎日中出しされていたなんて知らなかった。（1月4日、アタッカーズ）
- 毎晩セックスの声が大きいお隣さんは 夫の留守中、欲求不満で僕を誘惑。 汗だくになって一週間ヤリまくった。（2月1日、アタッカーズ）
- マジックミラー会議室 羞恥と快感、鏡越しのセックスに溺れた女上司 夏目彩春（3月1日、アタッカーズ）
- 「もう、壊れちゃうってばぁ…!」状態になるまで 大嫌いなセクハラ親父にイカされ続けた人妻。 夏目彩春（4月5日、アタッカーズ）
- 寝ても覚めても僕の上で腰を振り続ける奥さんにこってり中出ししてしまった。 夏目彩春（5月3日、アタッカーズ）
- 夜勤バイトで知り合った人妻は2人きりになると途端に下品になって僕を犯しだす。 夏目彩春（6月7日、アタッカーズ）
- 社長の為なら何でもします。 最高に尽くしてくれる人妻愛人秘書。 夏目彩春（7月5日、アタッカーズ）
- 夫には興味ありません。SNSでチ○ポを食い散らかし、淫乱セックスに溺れてしまったビッチ人妻。 夏目彩春（8月2日、アタッカーズ）
- 上司の奥さんが夫に内緒で始めた過激な裏オプメンズエステ 夏目彩春（9月6日、アタッカーズ）
- 愛人女上司とセックスをする為だけの相部屋出張 夏目彩春（10月4日、アタッカーズ）
- お前の奥さん…ひと晩だけ貸してくれないか? 夏目彩春（11月1日、アタッカーズ）
- 「何でもしますから、夫を助けてください…」 夫の絶倫上司に自ら抱かれ続けた人妻。 夏目彩春（12月6日、アタッカーズ）

- 私、息子の友人とセックスしています。夏目彩春（3月7日、アタッカーズ）
- 借金取りの娼婦に堕ちた僕の妻 夏目彩春（4月4日、アタッカーズ）
- 夜中に起きると妻が隣に居ない。まさか新婚旅行の旅先でチャラ男にナンパされていたなんて…。 夏目彩春（5月2日、アタッカーズ）
- 「あなたが浮気するなら、私もするわ」 ビデオ通話で浮気相手とのセックスを旦那に見せつける人妻 夏目彩春（6月6日、アタッカーズ）
- 人一倍性欲の強い人妻が義父が転がり込んできてから二週間も禁欲状態。欲求不満で義父のチ○ポに発情してしまった。 夏目彩春（7月4日、アタッカーズ）
- 「まさか枕営業してないよね…?」妻があの男に抱かれていると知りながらも見て見ぬフリしか出来ない僕。 夏目彩春（8月1日、アタッカーズ）
- 兄嫁さんに先っぽ3センチだけの約束で挿入を許してもらったのに相性抜群過ぎてチ○ポが抜けずにそのまま中出ししてしまった。 夏目彩春（9月5日、アタッカーズ）
- 妊活エステに堕ちた人妻 夏目彩春（10月3日、アタッカーズ）
- 酔い潰れた人妻女上司と朝までホテルでめちゃくちゃセックスしまくった。 夏目彩春（11月7日、アタッカーズ）
- 無防備な透けパンで僕を誘惑する、隙だらけな隣の人妻さん。 夏目彩春（12月5日、アタッカーズ）

- 妻からの中出し報告NTR 夏目彩春（1月2日、アタッカーズ）
- 妻はお酒を飲むとキス魔になるので飲み会にはあまり行かせたくありませんでした。 夏目彩春（2月6日、アタッカーズ）
- あの男のセックスでしか満たされないのに一か月も放置されて私は禁欲状態が限界に達してしまった。 夏目彩春（3月5日、アタッカーズ）
- 数年前に夫と離婚（子有り）して、男なんてもう要らないと言っていた女上司の夏目さんが僕のセックス無しでは生きられないカラダになって、都合の良いセフレになるまでの話。 夏目彩春（4月2日、アタッカーズ）
- ATTACKERS 夏目彩春 ファーストレイプBEST（4月30日、アタッカーズ）※単体ベスト
- 私は義理の息子とセックスしています。 夏目彩春（5月7日、アタッカーズ）
- 地位も見た目もセックスも僕が何一つ勝てない男に妻が奪われてしまった。 夏目彩春（6月4日、アタッカーズ）
- 田舎住まいの兄嫁さんが無防備なノーブラ姿で僕を無自覚誘惑 夏目彩春（7月2日、アタッカーズ）
- 夏目彩春が物語最後、最高潮に盛り上がる気持ちいい背徳セックス8時間（7月30日、アタッカーズ）※単体ベスト
- 単身赴任中、僕の世話をしてくれるお隣さんが下着姿で誘ってくるから…。 夏目彩春（8月6日、アタッカーズ）
- 女性専用性感エステにハマってしまった人妻。 夏目彩春（9月3日、アタッカーズ）
- 「息子には絶対に言えません…」 5年前に告白された息子の友人が成人し、もう一度告白された私は息子に内緒でセックスに溺れてしまった。 夏目彩春（10月1日、アタッカーズ）
- 親父が僕の妻に跡継ぎを産ませようとしている。 夏目彩春（11月5日、アタッカーズ）
- 人妻寝取られ仮面パーティー 夏目彩春（12月3日、アタッカーズ）

- モニタリングNTR 妻の愛を確かめたくて…。 夏目彩春（1月7日、アタッカーズ）
- 夏目彩春 中出しセックス30本番8時間BEST（1月7日、アタッカーズ）※単体ベスト
- 裏垢がバレてマイクロスカートで授業をさせられた女教師 夏目彩春（2月4日、アタッカーズ）
- 痴漢電車 嫌なのに… 触られるだけで、悔しいほど私のカラダが感じてしまう…。 夏目彩春（3月4日、アタッカーズ）
- 浮気した夫の事が許せなくて、家から一歩も出さずに極限まで焦らし続けて、謝る夫を無視して溜まったザーメンを私が満足するまで射精させ続けた。 夏目彩春（4月1日、アタッカーズ）
- 【バイノーラル録音で没入感MAX!】 相部屋になった人妻の部下と見つめ合いながら、吐息が聞こえるほど耳元で囁かれてハメまくった一夜。 夏目彩春（5月6日、アタッカーズ）
- 何もないド田舎に転勤になった女上司と僕はセックスしかする事がなくて…。 夏目彩春（6月3日、アタッカーズ）
- 両手が使えない義父の性処理をさせられています…。 夏目彩春（7月1日、アタッカーズ）
- 夏目彩春、まだ誰のものでもありません。 独身設定、染まりきっていない夏目彩春を厳選収録。8時間（7月1日、アタッカーズ）※単体ベスト
- 朝帰りした妻が3か月間で間男に中出しされた回数125回。その間、僕が中出ししたのはたったの1回だった。 夏目彩春（8月5日、アタッカーズ）

### アダルトVR
- ソープランドで指名した嬢がまさかの隣に住むめっちゃ綺麗な人妻! 誰にも言わない約束をする代わりに僕は奴隷のように犯しまくった! 夏目彩春（8月21日、アタッカーズ）
- 夏目彩春と相部屋不倫VR 出張先のホテルでずっと狙っていた部下を寝取った話（9月25日、アタッカーズ）

- 夏目彩春があなたの愛人。時間を惜しんでヤリまくる、日帰り温泉旅行VR（2月17日、アタッカーズ）
- 恋人の絶倫女上司とMake Love Sex VR トロけるキスと耳元で囁く淫語 夏目彩春（3月11日、アイデアポケット）

### イメージDVD
- 裸体 原更紗（2007年3月25日、Shuffle）